# La Ferrière-aux-Étangs
La Ferrière-aux-Étangs è un comune francese di 1 601 abitanti situato nel dipartimento dell'Orne nella regione della Normandia.

## Società

### Evoluzione demografica
Abitanti censiti